# Loïc Espuche
Loïc Espuche (* 1989 in Villeurbanne) ist ein französischer Animator und Filmemacher.

## Leben und Wirken
Espuche studierte Visuelle Kommunikation an La Martinière in Lyon sowie Animation und Filmproduktion an der Ecole des Métiers du Cinéma d’Animation (EMCA) in Angoulême und La Poudrière in Bourg-lès-Valence. Während seines Studiums drehte er lustige und gefühlvolle Filme, die auf Filmfestivals gezeigt wurden, wie zum Beispiel Je repasserai dans la semaine, der sowohl am Festival du Court-Métrage de Clermont-Ferrand und dem Festival d’Animation Annecy aufgeführt wurde.
2015 wurde Espuche mit dem Prix des Espoirs de l'animation des französischen Fernsehsenders Canal J ausgezeichnet. Sein Abschlussprojekt, der Film Tombés du nid, wurde im Voraus von Arte gekauft und gewann zahlreiche Preise. 2016 nahm er an der dritten Staffel von En sortant de l'école teil, die sich der Umsetzung von Gedichten als Kurzfilmen widmet.
Für seinen Film Beurk! wurde Espuche 2025 für einen Oscar in der Kategorie Bester animierter Kurzfilm nominiert.

## Filmografie (Regie)
- 2013: Je repasserai dans la semaine (Kurzfilm)
- 2015: Tombés du nid (Kurzfilm)
- 2015: Les chocottes (Kurzfilm)
- 2016: Mutation – En sortant de l’école (Kurzfilm)
- 2019: La Petite Mort (Fernsehserie, 11 Folgen)
- 2024: Beurk! (Kurzfilm)